# تحميل (تعليم)

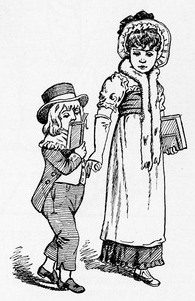

التحميل (بالإنجليزية: cramming)‏ في التعليم هو ممارسة الدراسة بشكل مكثف لاستيعاب كميات كبيرة من المواد في فترات قصيرة من الزمن، وغالبا ما يتم ذلك من قبل الطلاب استعداداً للامتحانات القادمة، وخاصةً في اللحظة الأخيرة. وكثيراً ما يتوقف المعلمون عن تشجيع عملية التحميل لأن التغطية السريعة للمواد تؤدي إلى ضعف الاحتفاظ بها على المدى الطويل، وهي ظاهرة غالباً ما يشار إليها باسم تأثير التباعد. فعند التحميل، يحاول الفرد التركيز فقط على الدراسات والتخلي عن الإجراءات أو العادات غير الضرورية.